# Liste der Kulturdenkmale in Bliestorf
In der Liste der Kulturdenkmale in Bliestorf sind alle Kulturdenkmale der schleswig-holsteinischen Gemeinde Bliestorf (Kreis Herzogtum Lauenburg) aufgelistet (Stand: 10. März 2025).

## Legende
In den Spalten befinden sich folgende Informationen:
- Objekt-ID: die Nummer des Kulturdenkmales
- Lage: die Adresse des Kulturdenkmales und die geographischen Koordinaten. Kartenansicht, um Koordinaten zu setzen. In der Kartenansicht sind Kulturdenkmale ohne Koordinaten mit einem roten Marker dargestellt und können in der Karte gesetzt werden. Kulturdenkmale ohne Bild sind mit einem blauen Marker gekennzeichnet, Kulturdenkmale mit Bild mit einem grünen Marker.
- Offizielle Bezeichnung: Bezeichnung des Kulturdenkmales
- Beschreibung: die Beschreibung des Kulturdenkmales
- Bild: ein Bild des Kulturdenkmales

## Sachgesamtheiten
| Objekt-ID | Lage                                                                                | Offizielle Bezeichnung | Beschreibung | Bild |
| --------- | ----------------------------------------------------------------------------------- | ---------------------- | --- | ---- |
| 27809     | Hauptstraße 35, 37, 39, 40, Gutsweg, Gutsweg Milrade (53° 45′ 56″ N, 10° 34′ 36″ O) | Gut Bliestorf          | Gut Bliestorf; idealtypische Gutsanlage des 17. Jahrhunderts, Baubestand bis zum 20. Jahrhundert erneuert und ergänzt; axialsymmetrisch ausgebildet, Herrenhaus von 1843 mit Ausstattung, Park, um 1843, Gutsallee aus dem 18. Jahrhundert, Pappelallee, kurz nach 1832, Hainbuchengang, Verwalterwohnhaus mit Pflasterung und Toreinfahrt, südliche Scheune von 1910, nördliche Scheune von 1863, Hofallee - Begründung: geschichtlich, künstlerisch, städtebaulich, Kulturlandschaft prägend - Schutzumfang: Herrenhaus, Park, Hainbuchengang, Hofallee (Hauptstraße 40), Verwalterwohnhaus (Hauptstraße 35), nördliche Scheune (Hauptstraße 39), südliche Scheune (Hauptstraße 37), Pappelallee (Gutsweg Milrade), Gutsallee (Gutsweg) | BW   |

## Bauliche Anlagen und Gründenkmale
| Objekt-ID      | Lage                                           | Offizielle Bezeichnung | Beschreibung | Bild            |
| -------------- | ---------------------------------------------- | ---------------------- | --- | --------------- |
| 9335 Wikidata  | Hauptstraße 40 (53° 45′ 56″ N, 10° 34′ 36″ O)  | Herrenhaus             | Herrenhaus Bliestorf; 1843 für die Familie von Schrader errichtet; zweigeschossiger verputzter Breitbau im Stil des Spätklassizismus mit Drempel und schiefergedecktem, sogenanntem „Schweizer Dach“ - Begründung: geschichtlich, künstlerisch, städtebaulich, Kulturlandschaft prägend - Schutzumfang: gesamtes Objekt - Denkmaltyp: Bauliche Anlage, Sachgesamtheit: Gut Bliestorf             | Fotos hochladen |
| 27763 Wikidata | Gutsweg (53° 46′ 1″ N, 10° 34′ 57″ O)          | Gutsallee              | Gutsallee; 18. Jh.; Zufahrtsallee von Osten zum Park des Guts Bliesdorf, vormals als „Eichenallee“ bezeichnet, bestehend aus Eichen, Eschen und Kastanien - Begründung: geschichtlich, städtebaulich, Kulturlandschaft prägend - Schutzumfang: gesamtes Objekt - Denkmaltyp: Gründenkmal, Sachgesamtheit: Gut Bliestorf                                                                          | BW              |
| 19190 Wikidata | Gutsweg Milrade (53° 45′ 59″ N, 10° 34′ 19″ O) | Pappelallee            | Pappelallee; angelegt nach 1832; Zufahrtsallee zum Gut Bliestorf von Nordwesten, bestehend aus Schwarzpappeln und Nachpflanzungen mit anderen Baumarten (Ulmen, Ahornbäume, Kastanien, Eichen, Eschen, Weiden und Winterlinden) - Begründung: geschichtlich, wissenschaftlich, Kulturlandschaft prägend - Schutzumfang: gesamtes Objekt - Denkmaltyp: Gründenkmal, Sachgesamtheit: Gut Bliestorf | BW              |
| 9336 Wikidata  | Hauptstraße 40 (53° 45′ 58″ N, 10° 34′ 46″ O)  | Park                   | Park; um 1843; schmale Parkanlage hinter dem Herrenhaus des Guts Bliestorf, in Längsrichtung von einer Parkachse durchzogen - Begründung: geschichtlich, Kulturlandschaft prägend - Schutzumfang: gesamtes Objekt - Denkmaltyp: Gründenkmal, Sachgesamtheit: Gut Bliestorf | BW              |